# Российская государственная художественная галерея
Российская государственная художественная галерея (также Российская галерея искусств) —  федеральное государственное бюджетное учреждение культуры а городе Севастополь, о создании которого 9 августа 2019 года распорядился  Премьер-министр России Дмитрий Медведев. 
Для галереи будет построено отдельное здание, на него у музейного учреждения будет оформлено право оперативного управления. До ввода в эксплуатацию нового комплекса галерея будет находиться в Севастополе по адресу ул. Терещенко, д. 12 — в помещениях Главного управления культуры правительства города.
Одна из основных задач галереи — сохранение, пополнение объектов культурного наследия, в том числе современного, а также создание образовательных и просветительских проектов как для жителей Севастополя, так и для всех россиян и гостей города.
6 сентября 2021 Российская Государственная художественная галерея открыла выставку "Малевич vs Филонов. Диалог двух школ" в Воронцовском дворце.